# Thury Zoltán (újságíró)
ifjabb Thury Zoltán Lajos, álneve: Nótárius (a Szabad Európa Rádiónál), egyes írásai pedig T.Z. szignóval jelentek meg (Budapest, 1921. július 4. – Budapest, 1995. május 16.) magyar újságíró, író, lapszerkesztő. Thury Lajos fia, Thury Zsuzsa unokaöccse, Thury Zoltán unokája.

## Élete
Neves írófamíliába született, Thury Lajos író, újságíró és Barta Terézia Rozália fiaként. Érettségi után budapesti lapoknál kezdte meg újságírói pályáját. 
1948-ban emigrált, és Nyugat-Németországban telepedett le. A Hungária majd az Új Hungária című emigráns újság munkatársa lett. 1951. október 8-tól 1957. június 30-ig a müncheni Szabad Európa Rádió hírszerkesztője volt Nótárius álnéven. Az 1950-es évek elején a párizsi Nyugati Hírnökben jelentek meg írásai, de ezt követően csak több mint húsz évvel később, 1984-től az Új Látóhatárban jelentek meg elbeszélései, kritikái.
1956. november 4-én a Szabad Európa Rádióban elhangzott nemzetközi sajtószemlén alapuló kommentárját sokan[pontosabban?] a szovjet hadsereggel való fegyveres ellenállásra való buzdításként értelmezték. Dulles amerikai külügyminiszterre hivatkozó Observer cikket idézte:
„Ha a szovjet hadsereg valóban megtámadja Magyarországot, ha ez a félelmünk valóra válik, és a magyarok három-négy napig kitartanak, akkor a nyomás ellenállhatatlanná válik az Egyesült Államokban a kormányra, hogy Washington nyújtson a szabadságharcosoknak katonai segítséget."
A félrevezető kommentár miatt állásából elbocsátották.
1957-ben az Egyesült Államokba költözött, és New Yorkban banktisztviselőként dolgozott  nyugállományba vonulásáig.
1992-ben települt vissza Magyarországra.

## Családja
Első felesége Ana Walter. Gyermekeik Valentin Geza Thury (Budapest, 1942. március 12.) és Catalina Thury. Második felesége Milotay Piroska. Gyermekük Thury Éva Mária akitől unokája Milton Thury Drott (Mickey).

## Művei
- Menekültek kalauza (tanulmányok), München, 1957
- Békételenek (regény), Budapest, 1991